# C. Haasemann & Söhne
Die C. Haasemann & Söhne war eine im 19. Jahrhundert in Linden vor Hannover gegründete Maschinenfabrik.

## Leben und Familiengeschichte
Zur Zeit des Königreichs Hannover wurde auf dem Haasemann’schen Hof, der ehemaligen Kötnerstelle Nummer 15 von Linden, 1822 der spätere Firmengründer
Johann Carl Friedrich Christian Haasemann (* 16. Mai 1822 in Linden vor Hannover; † 14. September 1894 ebenda) geboren. In der Frühzeit der Industrialisierung, die mit Johann Egestorff in Linden ihren Anfang nahm, gründete Carl Hasemann als junger Mann im Jahr 1848 die spätere Maschinenfabrik C. Haasemann & Söhne, die sich, zeitweilig als „Haasemanns Wagenfabrik“ bezeichnet, in der Blumenauer Straße fand. Zunächst aber begann Haasemann, der mit seinen Innovationen neben Heinrich Ferdinand Eckert als einer der Pioniere in der Entwicklung der modernen Landtechnik gilt, mit der Verbesserung von Eggen, Ackerwalzen und Kartoffelquetschmaschinen.
Zur angebotenen Produktpalette zählte um 1895 beispielsweise eine aus einer Dampfmaschine gebaute, mittels Transmission und Zentrifuge für die Milchwirtschaft bei Neustadt am Rübenberge gelieferte „vierpferdekräftige Lokomobile“. Spätestens 1895 besaß das Unternehmen ein Patent auf die Erfindung einer selbsttätigen „Häckselmaschine mit Patent-Sicherheits-Ausrückvorrichtung“. Um 1897, dem Todesjahr Carl Haasemanns, nahm das Unternehmen mit Dresch- oder Häckselmaschine mindestens an einer Ausstellung teil, stellte im Folgejahr 1898 einen „Rüben-Ausrodepflug nach dem Bodeschen Patent Nr. 89111“ aus.
Ausweislich einer Annonce unbelegten Datums mit einer Telefonnummer des 20. Jahrhunderts fand sich die C. Haasemann & Söhne Maschinenfabrik zumindest zeitweilig in der damaligen Blumenauer Straße 75. Diese warb wie folgt:

„Permanente Ausstellung aller Arten landwirtschaftlicher Maschinen und Geräte

Molkerei-Geräte

Haushaltungs-Maschinen

Garten-Geräte usw.“

Zudem bewarb das Unternehmen ihre Installationen und Lieferungen elektrischer Kraft- und Lichtanlagen, seine Reparatur-Werkstätten und das große Ersatzteil-Lager.
Hans Haasemann (* 22. Juni 1898 in Linden; † 27. Juni 1945 in Neckargemünd), der Sohn der Fabrikbesitzer Philipp (Ingenieur) und Elisabeth Haasemann promovierte vom 3. bis zum 6. Februar 1923 an der  Wirtschaftswissenschaftlichen Fakultät der Universität Tübingen bei Professor Robert Wilbrand zum Thema Die Verstaatlichung der russischen Genossenschaften durch die Bolschewisten.
Ein Grabstein mit den Namen von Georg und Pauline Haasemann, Helene Rassau sowie Georg und Marie Krogel findet sich auf dem Stadtteilfriedhof Lindener Berg.

## Haasemannstraße

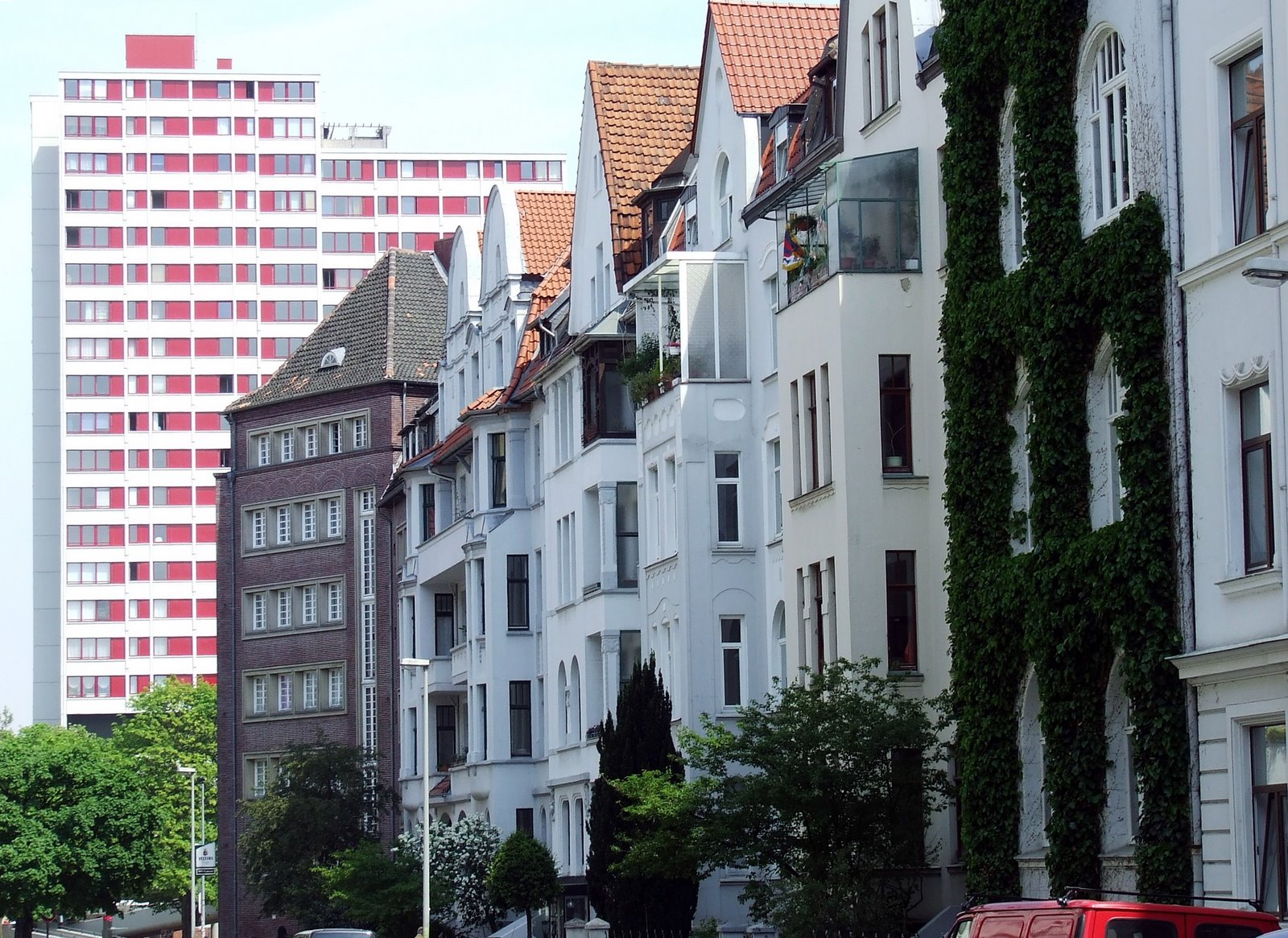
Die Haasemannstraße in Hannover, Stadtteil Linden-Mitte, im Hintergrund das Ihmezentrum

Die 1909 angelegte Haasemannstraße im heutigen Stadtteil Linden-Mitte wurde seinerzeit so benannt „[…] zur Erinnerung an den bei Aufschließung der Teichstraße beseitigten Haasemann'schen Hof“.
Ein Nachkomme der Familie, Heinrich Haasemann, soll im Hannoverschen Anzeiger vom 9. Oktober 1932 die Lage des Haasemann’schen Hofes und anderer im 19. Jahrhundert noch existierenden Höfe rund um die spätere Davenstedter Straße beschrieben haben.
Ein mit historischen Fotografien – das älteste aus dem Jahr 1899 – illustriertes Kochbuch mit gesammelten alten Hausrezepten der Anwohner veröffentlichte Bernd Oehlerking unter dem Das is(s)t die Haasemannstraße.

## Archivalien
- Archivalien zum Haaseman'schen Hof finden sich beispielsweise im Stadtarchiv Hannover, im „Altregister Linden“ A 12 5 B Nummer 4b.[1]
- Das Deutsche Historische Museum präsentiert auf seiner Seite das Titelblatt eines illustrierten Verkaufskataloges der Landmaschinen- und Wagenfabrik, gedruckt von der „Vereinsdruckerei“ aus der Zeit vor 1896[14]